# Neivamyrmex diana
Neivamyrmex diana é uma espécie de formiga do gênero Neivamyrmex.